# José Félix Ribas
José Félix Ribas Herrera (Caracas, 19 de septiembre de 1775-Tucupido, 31 de enero de 1815) fue un militar venezolano y prócer de la Independencia de Venezuela. Destacó en numerosas contiendas bélicas durante la guerra de Independencia de Venezuela, pero su acción más memorable fue en la Batalla de La Victoria, en donde derrotó a las fuerzas realistas de José Tomás Boves y Francisco Tomás Morales con un ejército compuesto de adolescentes, y jóvenes de la Universidad Real de Venezuela y del Seminario Santa Rosa de Lima.

## Inicios
Fue el último de los doce hijos de un distinguido matrimonio de la alta aristocracia de Caracas entre Marcos José de Ribas y Petronila Herrera de las Mariñas, ambos de ascendencia canaria, descendía por línea materna de un capitán general. Su padre fue nativo de la isla de Tenerife y se desempeñó como regidor y alcalde ordinario del ayuntamiento caraqueño. Sus hermanos fueron, María de la Soledad, Marcos, Valentín, María de la Concepción, Petronila, María de la Luz, María Altagracia, Antonio, Juan Nepomuceno, María Candelaria y Francisco José.
Recibió una educación de calidad desde pequeño y asistió al seminario; sin embargo, decidió dedicarse a labores agrícolas en sus tierras y propiedades. A los 21 años de edad, se casó con María Josefa Palacios, tía de Simón Bolívar. El 8 de mayo de 1799, a los 24 años, presenció la ejecución de José María España en la Plaza Mayor de Caracas, razón por la cual se convirtió en un defensor radical de la causa independentista y republicana. 
Para 1808, empezó a asistir a reuniones de carácter conspirativo en la ciudad de Caracas y se involucró en la Conspiración de 1808, pero fue hecho prisionero después de su fracaso. Siguió conspirando y, en 1810, participó en las reuniones de la Sociedad Patriótica  con los Montilla, los Salias, los Bolívar y otros, grupo gestor del movimiento que culminó con los sucesos del 19 de abril de 1810. Ese día excitó a la multitud y contribuyó a la presión que obligó a deponer al capitán general Vicente de Emparán y Orbe. Formó parte del municipio y fue, junto a su hermano mayor el sacerdote Francisco José Ribas, parte de la Junta Suprema de Caracas. que se organizó para gobernar a Venezuela el 25 de abril.
En octubre de ese año, como líder de los pardos caraqueños, organizó una protesta pública por el asesinato cometido en Quito, el 2 de agosto de 1810, de 28 patriotas por las autoridades realistas.

## Trayectoria militar
Inició su carrera militar con el grado de Coronel, siéndole encomendado el batallón de Milicias Regladas de Blancos de Barlovento en 1810. Bajo las órdenes del general Francisco de Miranda, Ribas tomó parte en las discusiones de la Sociedad Patriótica que apresuraron la declaración de independencia e hizo la campaña contra el marino realista Domingo Monteverde de quien era primo, en 1812; en esa ocasión fue enviado con su batallón en refuerzo del coronel Juan Pablo Ayala, quien defendía el portachuelo de Guaica. De allí pasó a Caracas en calidad de comandante militar o gobernador militar de la capital, en sustitución de Juan Nepomuceno Quero.
Debido a la caída de la Primera República, es destituido por Miranda en julio de 1812. Se exilió en Curazao, y después en Nueva Granada, donde prosiguió la lucha patriótica, unido al ejército con que Labatut y Simón Bolívar dieron comienzo, en 1813, a la Campaña Admirable.
En Ocaña se agregó a Bolívar y marchó a la toma de Santa Marta, a San José de Cúcuta, y actuó en la batalla victoriosa librada en esta localidad contra el coronel Ramón Correa el 28 de febrero de 1813. Gestionó de Antonio Nariño y de Camilo Torres ayuda para la campaña de liberación de Venezuela. Mandó la división de retaguardia en la campaña Admirable, iniciada en Cúcuta el 14 de mayo de 1813. Después de que finalizara la campaña exitosamente y obtuviera sus primeras victorias militares en Niquitao y en Los Horcones. 
El 5 de octubre se anuncia que se confirieron varios ascensos a oficiales destacados en la campaña Admirable, Ribas asciende a «Mariscal de Campo de los Exércitos de Venezuela» y, como el marqués del Toro antes y Sucre después, llegó al mariscalato. Sin embargo, el rango fue suprimido y reemplazado por el de general de división con la reforma de Bolívar, cuando promulgó un nuevo reglamento militar el 17 de octubre. Así Ribas adquirió el nuevo rango. La decisión de Bolívar de nombrar a Ribas a un rango jerárquicamente al suyo causó admiración, pues él era reconocido sólo como brigadier por la asamblea de Caracas, que lo proclamó «Capitán General de los ejércitos de Venezuela vivo y efectivo» el 14 de octubre. Posteriormente, Bolívar ascendió a Ribas a general en jefe de los ejércitos nacionales por una ordenanza firmada en Caracas el 25 de marzo de 1814. En el documento lo llama «general de división», pero curiosamente, en su aceptación del nombramiento, firmada en Caracas el 5 de abril, Ribas se autodenomina «Brigadier ciudadano».
También fue nombrado comandante general de Caracas, con el que obtuvo un triunfo contundente en la Batalla de Vigirima el 23 de noviembre. En diciembre de ese año, recibió la Orden de los Libertadores, de reciente creación por Bolívar. El 12 de febrero de 1814, previo a los acontecimientos de la Batalla de La Victoria, pronunció una arenga que fue dirigida a jóvenes entre 12 y 20 años, inexpertos en la guerra, reclutados a la fuerza por órdenes de Rivas para enfrentar a José Tomás Boves, aun cuando se daba por perdida la batalla, donde más del 60% de los jóvenes reclutados murieron:

Soldados: Lo que tanto hemos deseado va a realizarse hoy: he ahí a Boves. Cinco veces mayor es el ejército que trae a combatirnos; pero aún me parece escaso para disputarnos la victoria. Defendéis del furor de los tiranos la vida de vuestros hijos, el honor de vuestras esposas, el suelo de la patria; mostradles vuestra omnipotencia. En esta jornada que va a ser memorable, ni aún podemos optar entre vencer o morir: ¡necesario es vencer! ¡Viva la República!

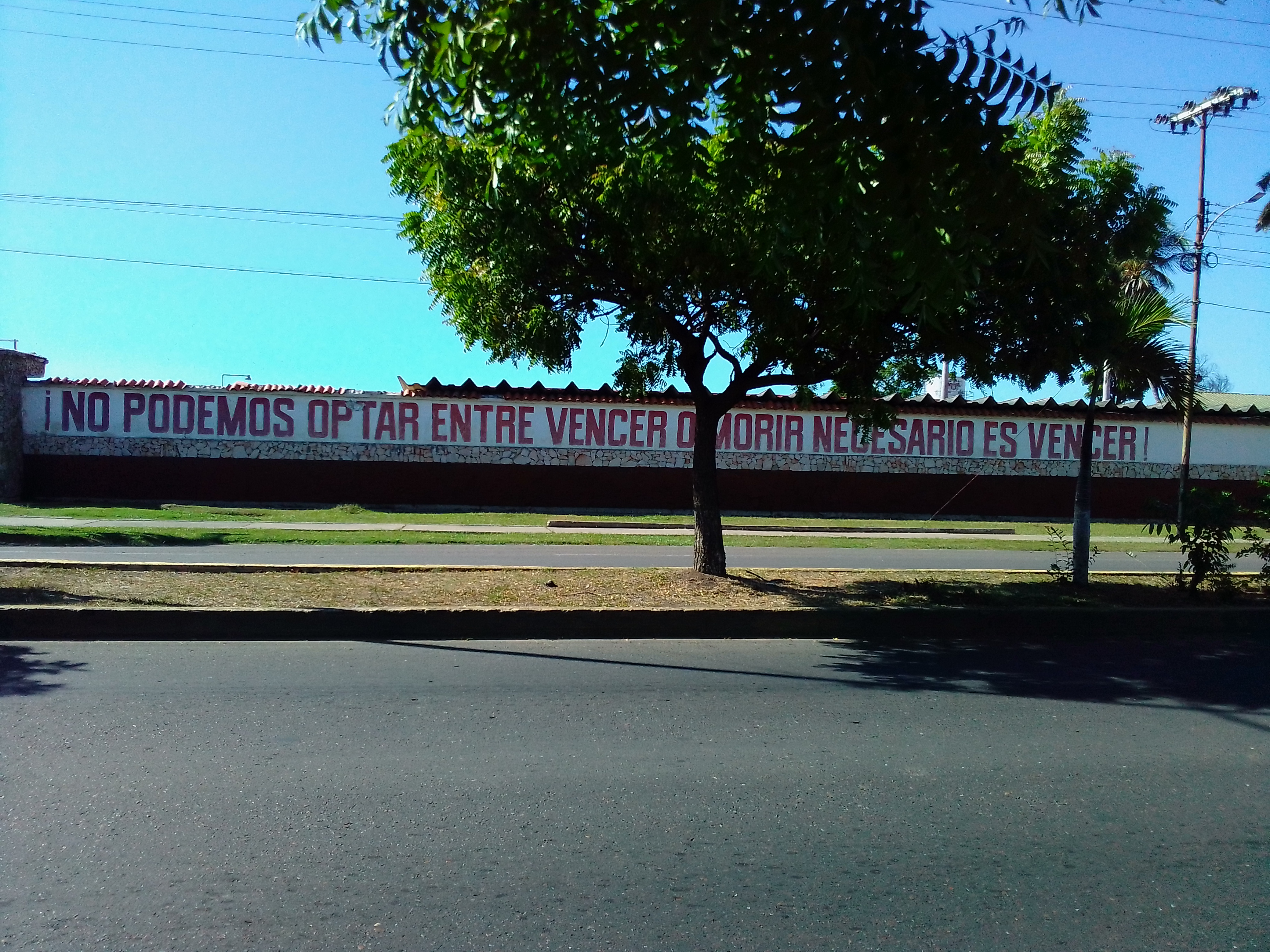
Mural con la frase de Ribas «No podemos optar entre vencer o morir, necesario es vencer».

Después de haber vencido a Vicente Campo Elías en La Puerta, el 3 de febrero de 1814, el realista José Tomás Boves organizó tres columnas; una liderada por Francisco Rosete que marchó a Caracas por los Valles del Tuy; otra dirigida por Francisco Tomás Morales que por La Victoria se dirigió hacia Caracas; y la tercera quedó en Villa de Cura como reserva. De Caracas se dirigió Ribas, con un nutrido grupo de jóvenes, a La Victoria donde derrotó a Francisco Tomás Morales el 12 de febrero de 1814. Regresó a Caracas y de allí marchó contra Francisco Rosete y lo venció en Charallave el 20 de febrero. Un mes más tarde, de Caracas condujo nuevamente sus fuerzas hacia Ocumare del Tuy, contra Rosete, a quien venció el 20 de enero de 1814 y de nuevo en Yare, ejecutando a los prisioneros. Este triunfo le valió su ascenso a general en jefe el 23 de marzo.
A comienzos de mayo hizo Bolívar en Valencia una concentración de fuerzas con las cuales debía actuar contra Boves en los llanos, pero ante la presencia del mariscal de campo Juan Manuel Cajigal en la sabana de Carabobo, suspendió la operación inicial e, incorporado Ribas con 800 hombres llevados de Caracas, se dirigió contra Cajigal, a quien venció en el campo de Carabobo el 28 de mayo de 1814; en esa acción el general Ribas mandaba la reserva del ejército de Bolívar. De Carabobo retornó Ribas a Caracas. Después de la derrota sufrida ante las fuerzas de Boves en La Puerta, el 15 de junio de 1814, Bolívar se retiró a Caracas y de acuerdo con Ribas trató de organizar la defensa de la ciudad, pero vista la imposibilidad para ello, decidió ejecutar la Emigración a Oriente.
Mientras Bolívar es derrotado en la batalla de Aragua de Barcelona  el 17 de agosto de 1814. Ribas, con el resto de las fuerzas, espera en Cariaco. De Barcelona pasó Bolívar a Cumaná, donde se embarcó en agosto de ese año en el buque de José Bianchi para tratar de salvar los caudales y suministros confiados a este marino. El 5 de septiembre recaló Bolívar en Carúpano. Durante ese lapso, Ribas había asumido el mando en jefe del ejército del Libertador, por ausencia de su titular. El 8 de septiembre, después de haber sido desconocida su autoridad por Ribas y Manuel Piar, Bolívar y Santiago Mariño se embarcaron para Cartagena de Indias, en compañía de D'Elhuyar, Mariano Montilla, José Francisco Azcue y otros. Ribas se trasladó a Maturín con sus tropas y con las dejadas por Bolívar y, en coordinación con el general José Francisco Bermúdez realizó las operaciones finales de la Segunda República.

## Captura y ejecución
Luchó vigorosamente en la Batalla de Urica donde las fuerzas del ejército republicano fueron derrotadas, pero José Tomás Boves fue asesinado. Luego, fue derrotado nuevamente en un intento desesperado de ofrecer una última resistencia a Francisco Tomás Morales en la Quinta Batalla de Maturín. Después de esto intentó huir, pero fue traicionado por un esclavo llamado Concepción González, y posteriormente capturado en los alrededores de Valle de la Pascua. El 31 de enero de 1815, sometido a numerosas vejaciones por parte de sus captores, fue fusilado a los 39 años en la Plaza Mayor de Tucupido, estado Guárico. Su cuerpo fue desmembrado y su cabeza fue enviada a Caracas, donde las autoridades realistas la frieron en aceite y la colocaron en exhibición dentro de una pequeña jaula para desalentar a los patriotas, en el sitio conocido como la Puerta de Caracas.

## Legado
En 1987, fue creada la "Ley de Condecoración de la Orden José Félix Ribas", para premiar «aquellos ciudadanos que brindaran una contribución destacada al país en los ámbitos de la cultura, el arte, la ciencia, el deporte y la música, entre otros». En 2003, Hugo Chávez nombró a una de las misiones bolivarianas “Misión Ribas” en su honor (especie de programa social nacional para la escolarización en educación media). Desde el 19 de septiembre de 2005, reposa en el Panteón Nacional un cofre con los restos simbólicos de José Félix Ribas, en homenaje a este prócer venezolano. También, existen tres municipios venezolanos con su nombre: el Municipio José Félix Ribas del estado Aragua, el Municipio José Félix Ribas del estado Guárico y el Municipio José Félix Ribas del estado Lara.